# Christian Gerlach
Christian Gerlach, född 1963, är en tysk professor i modern historia. Han gav år 1999 ut Kalkulierte Morde: die deutsche Wirtschafts- und Vernichtungspolitik in Weissrussland 1941 bis 1944.